# Ranieri Scacceri

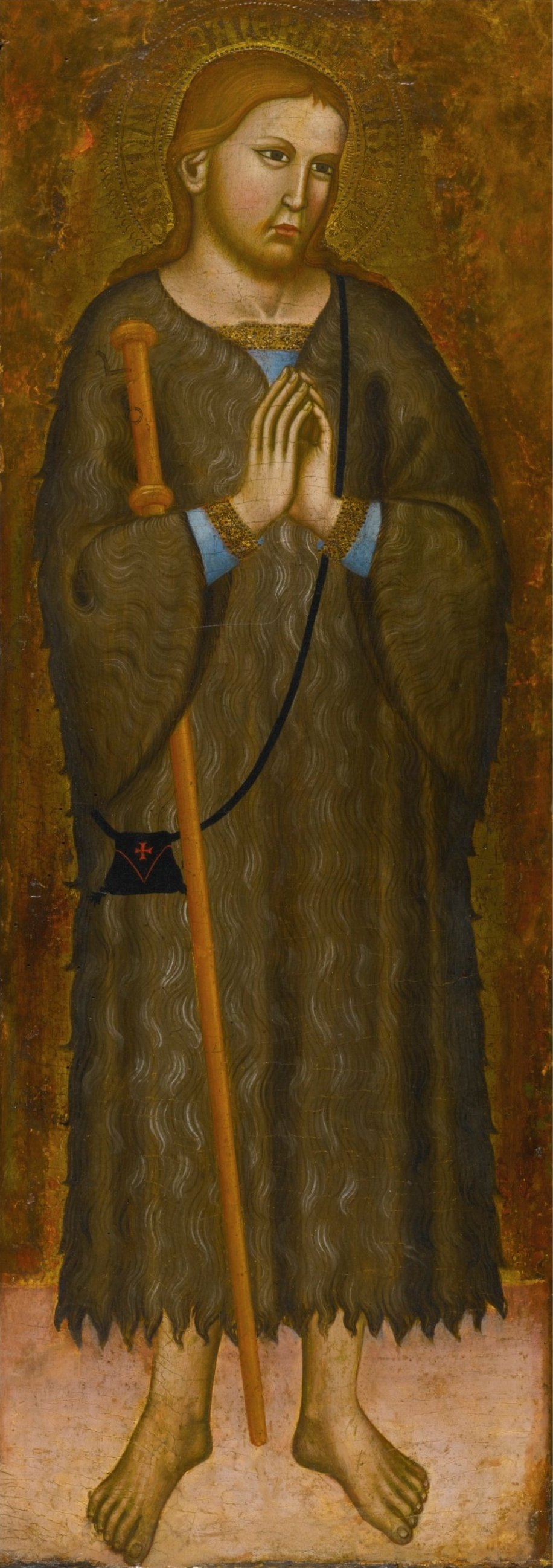
Ranieri Scacceri als kluizenaar

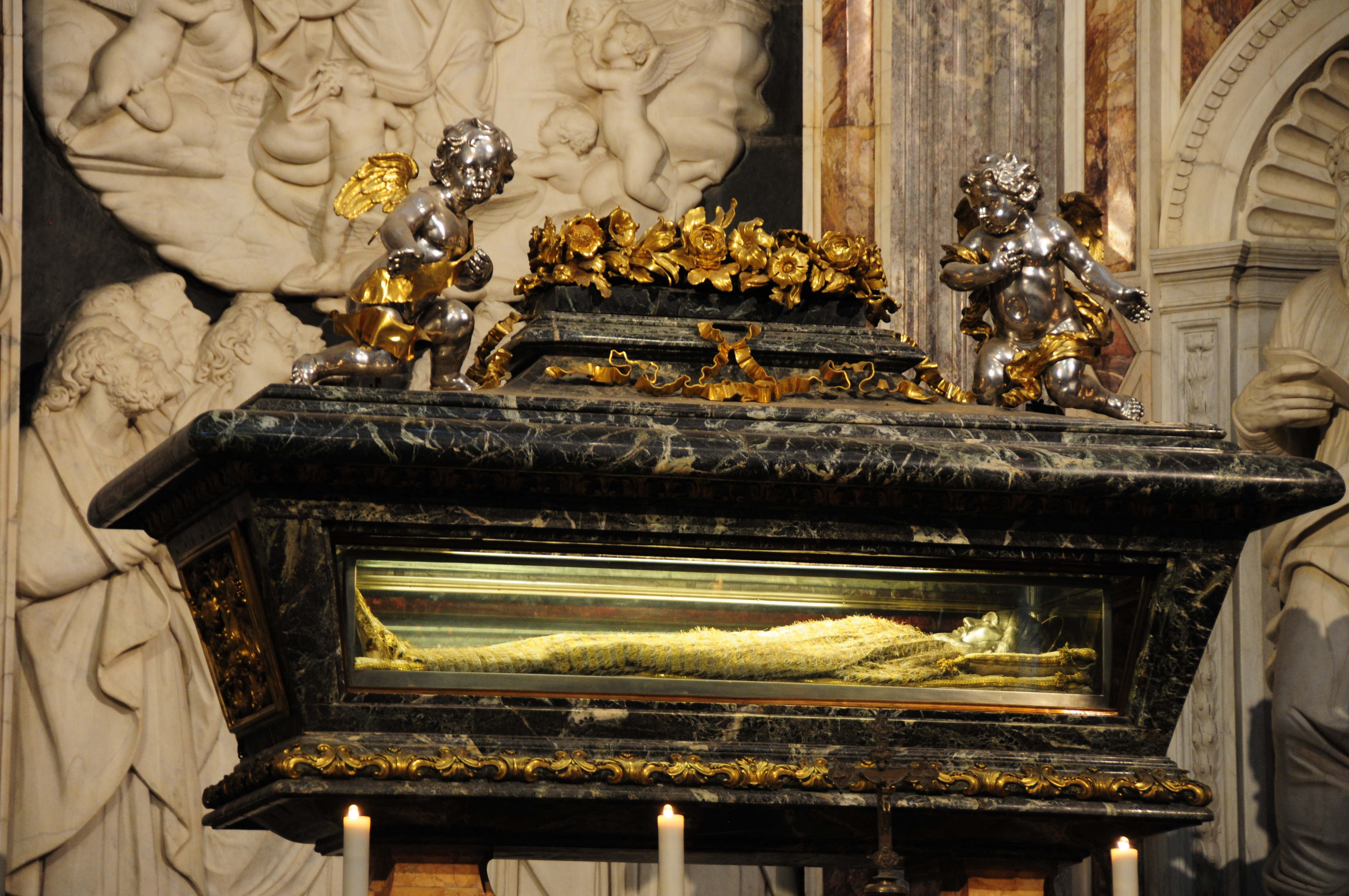
Glazen tombe van Ranieri in de kathedraal van Pisa

De heilige Ranieri Scacceri of Renier van Pisa of Reinerius dall'Aqua (Pisa 1118 - Pisa 1161) was een rondtrekkende troubadour en nadien kluizenaar in het Middeleeuwse Pisa.

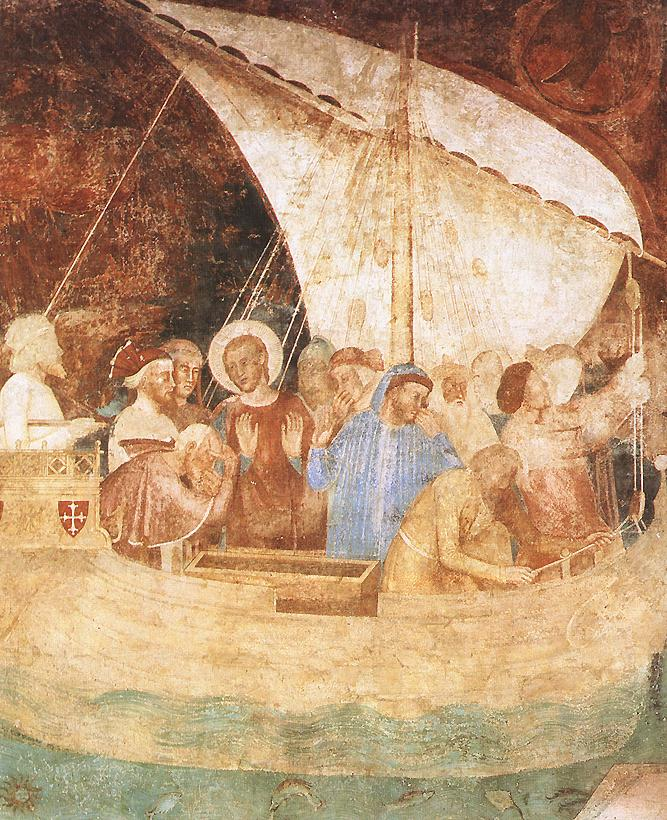
Fresco van Ranieri op pelgrimsreis in de Middellandse Zee

## Legende
Volgens de heiligenlegende waren zijn ouders begoede handelaars in de republiek Pisa. Ranieri werd naar een kloosterschool gestuurd doch liep er weg om troubadour te worden. Hij speelde muziek op kastelen en markten. Hij werd populair in Pisa en omstreken en had talrijke bewonderaars. Ranieri kwam onder de indruk van het ascetisch leven van een monnik uit Pisa. Deze stuurde Ranieri op bedevaart naar Jeruzalem; Ranieri zette zijn avontuurlijke en muzikale levensstijl opzij. Ranieri bad veel op het schip en vastte regelmatig. Teruggekomen in Pisa trok hij zich terug in een klooster. Hij werd nooit monnik maar bleef leek. Hij werd op het einde van zijn leven al aanzien als een heilige. Een van zijn wonderen in Pisa was het ontmaskeren van een wijnvervalser. Hij drong zijn sobere levensstijl op aan de clerus van Pisa. Onmiddellijk na zijn overlijden schreef een kanunnik van Pisa het heiligenleven van Ranieri op.

## Heilige
Vrij snel na zijn dood verklaarde paus Alexander III hem heilig. Ranieri's glazen schrijn ligt in de kathedraal van Pisa, gelegen aan de Piazza dei Miracoli. Daarnaast zijn er fresco's over zijn leven te bezichtigen in het Camposanto van Pisa.

## Historische context
In de 12e eeuw was de republiek Pisa op haar hoogtepunt qua handelsnatie in de Middellandse Zee. Zij bezat handelscontacten onder meer in Egypte, Jaffa en zelfs een ganse wijk in Constantinopel. Een reis naar Jeruzalem was dus niet ongewoon voor iemand uit Pisa in die tijd. Talrijke goederen vervoerden de handelaren uit Pisa, ook wijn zoals in de legende voorkomt. De macht van Pisa kwam in conflict met de ambities van de republiek Genua. Zo had het aartsbisdom Pisa ten tijde van Ranieri de helft van de bisdommen op Corsica moeten afstaan aan het nieuw opgerichte aartsbisdom Genua (1133). Pisa was kennelijk op zoek naar een heilige om Genua te overtroeven: dit werd Ranieri. Toen aartsbisschop Gaetani van Pisa bedreigd werd omwille van zijn steun aan paus Alexander III (1167), bleef hij toch de pauselijke politiek in Pisa trouw uitvoeren. Paus Alexander III bedankte hem voor zijn steun met de heiligverklaring van Ranieri (1170).

## Patroonheilige
De heilige Ranieri Scacceri is de patroonheilige van

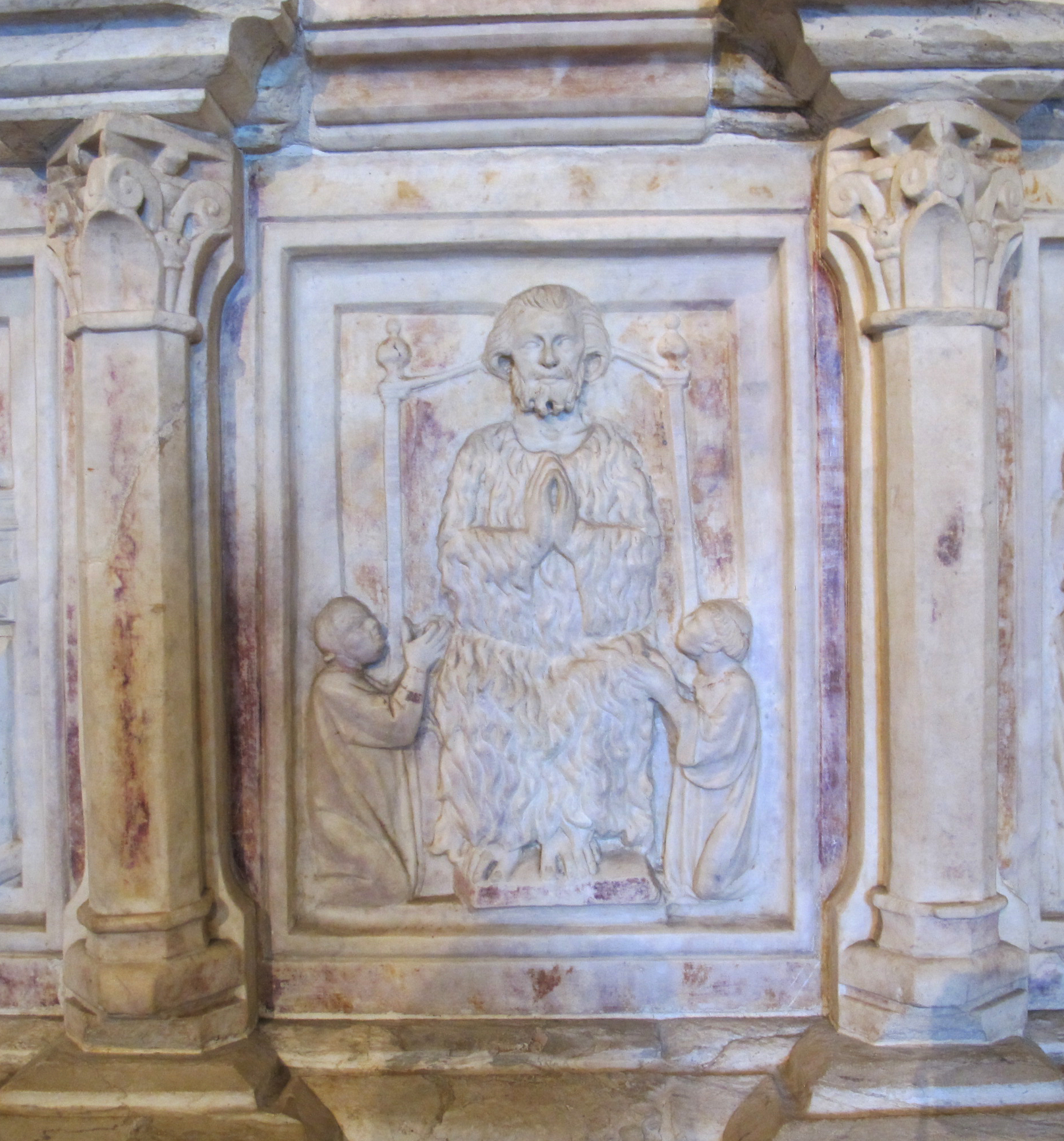
Altaarstuk met de heilige Ranieri, typisch uitgebeeld met zijn pij van kluizenaar.

- de stad Pisa
- het aartsbisdom Pisa
- de reizigers en de migranten
- prins Reinier III van Monaco[9]